# Edificio de la ex Caja de Crédito Hipotecario
El edificio de la ex Caja de Crédito Hipotecario es un inmueble ubicado en la calle Huérfanos, en el centro de la ciudad de Santiago, Chile. Obra del arquitecto Ricardo Larraín Bravo, fue construido entre los años 1915 y 1920 para la Caja de Crédito Hipotecario, y desde 2016 es la sede del Tribunal Constitucional.
El edificio fue declarado monumento nacional de Chile, en la categoría de monumento histórico, mediante el Decreto n.º 26, del 28 de agosto de 2018.

## Historia
En el sitio que ocupa el edificio se encontraba una vieja casona propiedad de la familia García Huidobro, que fue demolida en 1913 para dar paso a la nueva edificación. Obra del arquitecto Ricardo Larraín Bravo, fue construido entre los años 1915 y 1920, e inaugurado en 1926. Fue ocupado como sede de la Caja de Crédito Hipotecario, hasta el año 1933, cuando pasó a ser sede del Instituto de Crédito Industrial.
Cuando se creó el Banco del Estado de Chile en 1953, el edificio pasó a la nueva institución, pero comenzó a ser utilizado por la Dirección del Registro Electoral y el Tribunal Calificador de Elecciones desde 1957, además de la División de Reclutamiento Militar. En 1977 el Banco del Estado decidió vender la propiedad al Banco Hipotecario y de Fomento Nacional para su sede corporativa. Posteriormente fue la casa matriz del extinto BBVA Chile, hasta 2015.
En 2016 el edificio pasó a ser la sede del Tribunal Constitucional.